# Annienkowo (obwód penzeński)
Annienkowo (ros. Анненково) – wieś (sieło) w Rosji, w obwodzie penzeńskim, w rejonie kuźnieckim. W 2010 liczyła 1631 mieszkańców.